# Chris Peluso
Chris A. Peluso (* 1. Juli 1983 in Hoboken, New Jersey, Vereinigte Staaten; † 15. August 2023 in London, Vereinigtes Königreich) war ein US-amerikanischer Schauspieler und Sänger kanadischer Abstammung. Einige Quellen geben als Geburtsjahr 1985 an.

## Leben
Peluso war der Sohn von Joe and Patti Peluso. Er studierte Schauspiel an der Universität von Michigan, an der er das MT-Programm absolvierte und die Universität mit einem Bachelor of Fine Arts (B.F.A.) abschloss; bereits während seiner Studienzeit spielte er in Bühnenproduktionen wie Parade, Children of Eden und Guys and Dolls. Parallel zu seiner Karriere als Bühnenschauspieler und Musical-Darsteller absolvierte er zusätzlich ein Master-Programm, das ihm ermöglichte in der therapeutischen Beratung zu arbeiten; laut eigenen Aussagen half ihm die Ausbildung „sein emotionales Verständnis für die Welt und die Beziehungen zu vertiefen, die die Grundlage für jedes gute Theater sind“ und „Studenten bei der Bewältigung der Ängste zu helfen, die mit einer Karriere in der Kunst verbunden sind.“
Vom 11. Februar 2019 bis zu seinem Tod war er mit Jessica Gomes verheiratet, mit der er zwei Kinder hatte: Tochter Aria Li und Sohn Caio Lian.
Peluso lebte zuletzt in London; er verstarb unerwartet im Alter von 40 Jahren. Im September 2022 wurde bekannt, dass er sich von der Arbeit auf der Bühne aufgrund einer schizoaffektiven Störung zurückziehen müsse, da diese zu einer „lähmenden Paranoia“ führe und die Arbeit auf der Bühne unmöglich mache – er begab sich danach in Behandlung.

## Karriere
Chris Peluso gab sein Debüt als Schauspieler in einer großen Produktion von 1776 des Regisseurs David Bellam am Ford Theatre. Dieser hatte mit ihm bereits in The Tempest beim Shakespeare Festival in Dallas zusammengearbeitet. Seinen Durchbruch am Broadway hatte Peluso mit einer Rolle in Assassins; im Anschluss gehörte er zur Originalbesetzung der nationalen Tournee von Wicked – Die Hexen von Oz, in der er 2005 Fiyero verkörperte; er wiederholte sein Engagement im Jahr 2009. Es folgten eine Vielzahl von Rollen, darunter die des Sky in der Musical-Adaption Mamma Mia! in den Jahren 2001 und 2008, Marius in Les Misérables, Tony in West Side Story sowie Rollen in Lestat und in The Glorious Ones am Off-Broadway. In Beautiful: The Carole King Musical gehörte er ebenfalls zur Originalbesetzung am Broadway.
Nach seinem Umzug von New York City nach London spielte er die Rolle des Chris in Miss Saigon. Im Anschluss wirkte er in zahlreichen Produktionen mit, beispielsweise in Show Boat, The Woman in White und Die schwarze Majestät. Er begleitete außerdem die Tournee des Musicals Funny Girl als Nick Arnstein im Vereinigten Königreich.

## Theater (Auswahl)
- 2001: Mamma Mia! (Winter Garden Theatre, New York City)[4][5]
- 2004: Assassins (Studio 54, New York City)[4][5]
- 2005: Wicked (1st National US Tour)[6]
- 2006: Ace (St. Louis)[6]
- 2006: Lestat (Palace Theatre, New York City)[4][5]
- 2007: The Glorious Ones (Off-Broadway)[6]
- 2009: Wicked (2nd National US Tour)[6]
- 2014: Beautiful: The Carole King Musical (Stephen Sondheim Theatre, New York City)[4][5]
- 2016: Show Boat (West End)[6]
- 2017: The Woman in White (West End)[6]